# Szele Béla
Szele Béla (Brassó, 1878. november 4. – Brassó, 1957. szeptember 1.) erdélyi magyar újságíró, szerkesztő, politikus.

## Életútja, munkássága
Középiskolai tanulmányait a brassói Római Katolikus Főgimnáziumban végezte. Előbb tanárnak készült, majd a kolozsvári egyetemen átiratkozott a jogra és ügyvéd lett. Gyakorlatát Brassóban Zakariás János ügyvédnél kezdte, de pár év múlva önálló irodát nyitott. Már fiatal korában bekapcsolódott a társadalmi és politikai életbe, principálisával együtt szerkesztette a Brassó megyei Hírlapot (1898–99). Ennek megszűnte után a Brassói Lapok szerkesztője, 1913-ban főszerkesztője lett. Ezt a címet viselte 1937-ig, amikor az 1930-tól kezdve tényleges szerkesztő, Kacsó Sándor neve került fel a lap fejlécére. 1906–14 között a helybeli színházi újságot szerkesztette.
Nagy szerepet játszott a két világháború közötti kisebbségi politikai életben: alakulásától megszűntéig (1922–39) az OMP helyi tagozatának elnöke volt, 1926-ban Brassó megye magyarsága országgyűlési képviselőnek választotta, de a parlament nem ratifikálta mandátumát. Több ízben volt a városi tanács választott tagja és hosszabb ideig helyettes polgármester.